# Lysianassidae
Lysianassidae — rodzina morskich obunogów. 
Do rodziny należą następujące rodzaje:

- Acontiostoma Stebbing, 1888
- Alibrotus Milne-Edwards, 1840
- Allogaussia Schellenberg, 1926
- Ambasia Boeck, 1871
- Ambasiella Schellenberg, 1935
- Amphorites Lowry & Stoddart, 2012
- Aristiopsis J. L. Barnard, 1961
- Aruga Homes, 1908
- Arugella Pirlot, 1936
- Azotostoma J. L. Barnard, 1965
- Boeckosimus J. L. Barnard, 1969
- Bonassa Barnard & Karaman, 1991
- Bruunosa Barnard & Karaman, 1987
- Callisoma Costa, 1851
- Cedrosella Barnard & Karaman, 1987
- Cheirimedon Stebbing, 1888
- Concarnes Barnard & Karaman, 1991
- Conicostoma Lowry & Stoddart, 1983
- Coximedon Barnard & Karaman, 1991
- Dartenassa Barnard & Karaman, 1991
- Dissiminassa Barnard & Karaman, 1991
- Elimedon J. L. Barnard, 1962
- Falklandia De Broyer, 1985
- Gronella Barnard & Karaman, 1991
- Guerina Della Valle, 1893
- Hippomedon Boeck, 1871
- Kakanui Lowry & Stoddart, 1983
- Lepidepecreoides K. H. Barnard, 1931
- Lepidepecreum Bate & Westwood, 1868
- Lepiduristes Barnard & Karaman, 1987
- Lucayarina Clark & Barnard, 1985
- Lysianassa Milne-Edwards, 1830
- Lysianassina A. Costa, 1867
- Lysianella G. O. Sars, 1882
- Lysianopsis Holmes, 1903
- Macronassa Barnard & Karaman, 1991
- Martensia Barnard & Karaman, 1991
- Metambasia Stephensen, 1923
- Microlysias Stebbing, 1918
- Nannonyx Sars, 1890
- Ocosingo J. L. Barnard, 1964
- Onesimoides Stebbing, 1888
- Orchomene Boeck, 1871
- Orchomenella Sars, 1890
- Orchomenopsis G. O. Sars, 1895
- Orchomenyx De Broyer, 1984
- Orenoquia Bellan-Santini, 1997
- Ottenwalderia Jaume & Wagner, 1998
- Paracentromedon Chevreux & Fage, 1925
- Paralysianopsis Schellenberg, 1931
- Paratryphosites Stebbing, 1899
- Parawaldeckia Stebbing, 1910
- Pardia Ruffo, 1987
- Paronesimoides Pirlot, 1933
- Paronesimus Pirlot, 1933
- Photosella Lowry & Stoddart, 2011
- Phoxostoma K. H. Barnard, 1925
- Prachynella J. L. Barnard, 1963
- Pronannonyx Schellenberg, 1953
- Psammonyx Bousfield, 1973
- Pseudambasia Stephensen, 1927
- Pseudokoroga Schellenberg, 1931
- Pseudonesimoides Bellan-Santini & Ledoyer, 1974
- Pseudorchomene Schellenberg, 1926
- Pseudotryphosa G. O. Sars, 1891
- Rhinolabia Ruffo, 1971
- Rifcus Kudrjaschov, 1965
- Rimakoroga Barnard & Karaman, 1987
- Riwo Lowry & Stoddart, 1995
- Schisturella Norman, 1900
- Scolopostoma Lowry & Stoddart, 1983
- Shoemakerella Pirlot, 1936
- Socarnella Walker, 1904
- Socarnes Boeck, 1871
- Socarnoides Stebbing, 1888
- Socarnopsis Chevreux, 1911
- Stephensenia Schellenberg, 1928
- Stomacontion Stebbing, 1899
- Tantena Ortiz, Lalana & Varela, 2007
- Thaumodon Lowry & Stoddart, 1995
- Trischizostoma Boeck, 1861
- Tryphosella Bonnier, 1893
- Tryphosites G. O. Sars, 1895
- Tryphosoides Schellenberg, 1931
- Waldeckia Chevreux, 1907
- Wecomedon Jarrett & Bousfield, 1982